# Cop de maig
El Cop de maig (en alfabet ciríl·lic serbi: Мајски преврат, Majski prevrat) fou un cop d'estat en què el rei Alexandre Obrenović i la seva esposa, la reina Draga, van ser assassinats al Palau Reial de Belgrad la matinada de l'11 de juny [C.J. 29 de maig] de 1903. Aquest fet va tenir com a resultat l'extinció de la Dinastia Obrenović que havia governat el Regne de Sèrbia des de mitjans del segle xix. L'assassinat de la parella reial fou organitzat per un grup d'oficials de l'exèrcit liderats pel llavors capità Dragutin Dimitrijević, conegut amb el malnom d'Apis. Després del cop de maig, el tron serbi va passar a la dinastia rival, Karađorđević. El cop va tenir una influència significativa en les relacions de sèrbia amb altres potències europees; la dinastia Obrenović era en general aliada d'Àustria-Hongria, mentre que els Karađorđević tenien relacions properes tant amb Rússia com amb França. Les dues dinasties rebien suport financer dels seus patrocinadors estrangers.
A més de la parella reial, els conspiradors van matar el primer ministre Dimitrije Cincar-Marković, el ministre de l'exèrcit Milovan Pavlović i el general-adjutant Lazar Petrović.

## Antecedents
Quan Sèrbia va aconseguir independitzar-se de l'Imperi Otomà després de la Revolució Sèrbia entre 1804 i 1835, va emergir com a principat independent, dirigit per diverses faccions que giraven al voltant de les dinasties Obrenović i Karađordević. Aquestes dinasties, alhora, eren patrocinades pels imperis rivals austrohongarès i rus. La família Obrenović era en general proaustríaca, i els seus enemics hereditaris, la família Karađordević, eren en general prorussos. Cada dinastia rebia ajuda financera de les seves potències patrocinadores.

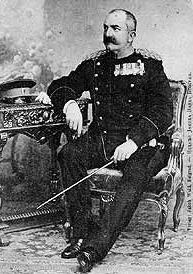
El rei Milà Obrenović

Després de l'assassinat del príncep Mihailo Obrenović el 29 de maig de 1868 (calendari julià), el seu cosí, Milà Obrenović IV, fou elegit nou príncep de Sèrbia. Milà estava casat amb Natalie Keshko, la filla d'un boiar moldau. Era un dirigent autocràtic i molt impopular entre el poble. Durant el seu regnat, Sèrbia va ressorgir com a país independent i va guanyar territori al Congrés de Berlín de 1878. Com que Rússia va donar suport a Bulgària al Tractat de San Stefano, el rei Milà va acostar-se a Àustria-Hongria com a aliat. Es va proclamar rei el 1882. La seva derrota militar a la guerra serbobúlgara i la rebel·lió de Timok, dirigida per elements del Partit Radical Popular, foren cops seriosos a la seva popularitat.
En la seva vida privada, la situació no era gaire millor. Al cap de deu anys de matrimoni, les baralles entre el rei i la reina eren cada vegada més fortes i freqüents. El rei Milà no era fidel, i la reina Natalija era molt influenciada per Rússia. El 1886, la parella, amb desacords tant personals com polítics, es va separar. La reina Natalija va marxar del regne, emportant-se el príncep Alexandre (després rei Alexandre), de només deu anys. Mentre vivia a Wiesbaden el 1888, el rei Milà va aconseguir de recuperar el príncep hereu, i es va disposar a educar-lo. Com a resposta a les protestes de la reina, Milà va exercir una pressió considerable sobre el metropolità de Belgrad, i va aconseguir un divorci, que més endavant fou declarat il·legal.
El 3 de gener de 1889, Milà va adoptar la nova constitució que era molt més liberal que l'anterior, de 1869. Al cap de dos mesos, el 6 de març, Milà va abdicar sobtadament a favor del seu fill. No se'n va donar cap motiu satisfactori.
En el moment de l'abdicació, Milà va establir una Regència per dirigir el país en nom del jove rei Alexandre i el va retirar a París a viure com un ciutadà normal. Els regents eren Jovan Ristić, el general Kosta Protić i el general Jovan Belimarković. Els radicals foren perdonats i se'ls va permetre tornar a la vida política. El radical Sava Grujić va formar un nou govern, que fou succeït pel govern de Nikola Pašić, el líder del Partit Radical. Després de la política proaustríaca del rei Milà, el govern radical va acostar-se a l'Imperi Rus. L'estiu de 1891, el príncep Alexandre i Pašić van visitar el tsar rus Alexandre III Romanov. Romanov va prometre que Rússia no permetria l'annexió austro-hongaresa de Bòsnia i Hercegovina i que Rússia donaria suport als interessos serbis a l'Antiga Sèrbia i Macedònia.
La mare d'Alexandre, l'ex-reina Natalija, estava divorciant-se de Milà i no podia tornar a Belgrad, per petició d'Alexandre, i va anar a la ciutat turística francesa de Biarritz, juntament amb la seva dama de companyia i futura reina, Draga Mašin.
Després de la mort del regent Protić el 4 de juny 1892, va aparèixer un conflicte entre Pašić, que volia ocupar la regència vacant, i el regent Ristić, que no l'hi volia. El 1892, Ristić va transferir el govern al Partit Liberal, amb qui sempre havia estat relacionat, i va nomenar Jovan Avakumović com a nou primer ministre. Aquest fet, i la conducta posterior dels polítics liberals van provocar un descontentament seriós al país. El dia 1 (13) d'abril de 1893, el príncep Alexandre, amb un estratagema que li va sortir bé, va empresonar els regents i els ministres al palau i, declarant la seva majoria d'edat, va donar el càrrec als Radicals. Es va produir una successió ràpida de primers ministres, tots radicals (Lazar Dokić, Sava Grujić, Đorđe Simić i Svetozar Nikolajević. Un dels guardes que va ajudar Alexandre a empresonar els regents i els ministres era el llavors coronel Laza Petrović.
Al principi del seu regnat, el rei Alexandre prescrivia un programa de govern per als afers militars, econòmics i financers de l'estat. No volia una competició entre partits i, per suprimir els Radicals, el 9 de gener, va convidar al seu pare perquè tornés a Sèrbia. El govern radical va dimitir immediatament i va passar a l'oposició. La influència de l'ex-rei Milà en els afers de l'estat es va poder notar immediatament després del seu retorn a Sèrbia.
El rei Alexandre va intentar mantenir una política de governs neutrals però no va tenir gaire èxit. Per tant, el 9 de maig de 1894 va fer un altre cop, va abolir la constitució de 1888 i va recuperar l'antiga de 1869. El retorn de Milà a Sèrbia no va durar gaire perquè aviat va tenir conflictes amb el seu fill. Al cap d'una setmana de la seva marxa, es va permetre a la reina Natalija tornar a Sèrbia. Natalija va convidar Alexandre a Biarritz. Quan va visitar la seva mare, va conèixer Draga - que tenia 12 anys més que ell - i se'n va enamorar immediatament. Natalija sabia d'aquest afer però no hi va parar gaire atenció, pensant que seria una aventura passatgera.
Mentrestant, el progressista Stojan Novaković va formar un nou govern. A petició del seu pare, el rei Alexandre va visitar Viena on, com a senyal d'amistat austro-sèrbia, va condecorar el ministre austríac de finances, Béni Kállay, que també era ministre per a Bòsnia i Hercegovina. Això no es va rebre bé a Sèrbia degut a la voluntat austro-hongaresa d'annexionar-se Bòsnia i Hercegovina.

### Casament amb Draga Mašin Lunjevica

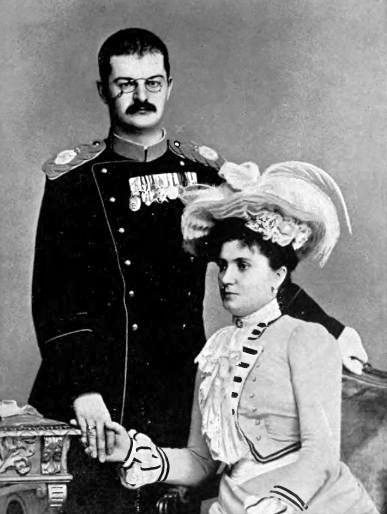
El rei Alexandre I i la reina Draga

El rei Alexandre va convidar el seu pare a tornar un altre cop a Sèrbia. Quan Milà va arribar a Sèrbia, el 7 d'octubre de 1897, es va formar un nou govern amb Vladan Đorđević de primer ministre. Milà fou nomenat Comandant Suprem de l'Exèrcit Actiu del Regne de Sèrbia. D'acord amb el nou govern, Milà provava de trobar una princesa apropiada en alguna cort occidental per casar-se amb Alexandre, sense saber que Alexandre es veia regularment amb Draga.
Degut a la creixent implicació del rei Milà en la vida política sèrbia, i sobretot degut a la seva política anti-radical, un obrer aturat va provar d'assassinar-lo el 24 de juny de 1899, provocant que Milà s'enfrontés amb els radicals de totes les maneres possibles. No obstant, ara Alexandre havia de trobar una manera de desempallegar-se del seu pare per poder-se casar amb Draga. Va decidir enviar el rei Milà i el primer ministre Đorđević fora del país. Amb el pretext de negociar el seu casament amb la princesa alemanya Alexandra zu Schaumburg-Lippe, Alexandre va enviar el seu pare a Karlsbad i el primer ministre Đorđević a Marienbad a signar un contracte amb Àustria-Hongria. De seguida que es va quedar sense oposició, Alexandre va poder anunciar el seu compromís amb Draga Mašin.
La popularitat del rei Alexandre encara va disminuir després del seu casament amb Draga Mašin, l'antiga dama de companyia de la seva mare, la reina Natalija i vídua de l'enginyer Svetozar Mašin. Draga tenia dotze anys més que Alexandre. En aquella època era molt poc freqüent que un rei o un hereu al tron es casés amb una dona que no fos de família noble. El pare d'Alexandre, l'ex-rei Milan Obrenović, no va aprovar el casament i va decidir no tornar a Sèrbia. Va morir a Viena el 1901. Una altra contrària al matrimoni era la reina vídua Natalija, que va escriure una carta a Alexandre explicant tots els rumors més lletjos sobre Draga que corrien per Rússia. El ministre d'afers exteriors Andra Đorđević va visitar el metropolità de Belgrad i va demanar que els refusés la benedicció. Alexandre també va visitar-lo i va amenaçar que abdicaria si no podia rebre'n la benedicció. Tot el govern de Đorđević va dimitir en protesta. Entre els més contraris al casament hi havia Đorđe Genčić, ministre de l'interior del govern de Vladan Đorđević. Per la seva condemna pública del compromís, Alexandre el va fer empresonar durant set anys. La situació fou resolta pel tsar rus Nicolau Romànov, que va accedir a ser el padrí d'honor d'Alexandre.
El casament es va celebrar el 23 de juliol de 1900. Un dels oficials de la processó era Dragutin Dimitrijević Apis. Amb les relacions amb el món exterior deteriorades degut al seu casament impopular, la política exterior del rei Alexandre va mirar cap a Rússia. El rei havia alliberat anteriorment els radicals que estaven a la presó acusats de donar suport a l'intent d'assassinat contra l'ex-rei Milà.
Després de la mort del seu pare, Milà, el rei Alexandre, en signe de bona voluntat per celebrar el suposat embaràs de la reina (era un secret públic que era estèril des d'un accident de joventut, cosa que Alexandre es negava a creure), va amnistiar tots els presoners polítics, inclosos Đorđe Genčić i la resta de radicals. El 20 de març de 1901, va formar un nou govern dirigit pel radical Mihailo Vujić. El govern tenia representants del partit Radical Popular i el partit Liberal. El rei va aprovar una nova constitució que es caracteritzava per la introducció d'un sistema bicameral amb un Senat (cambra alta) i l'Assemblea Nacional (cambra baixa). La nova constitució donava al monarca el dret de nomenar la majoria dels senadors, que defensarien els seus interessos.
El fals embaràs de la reina Draga va provocar un problema enorme al rei Alexandre. La primera reacció va venir del tsar rus Nicolau II que no volia rebre el rei i la reina en la visita a Rússia que s'estava planificant. Alexandre en va culpar els radicals, va fer un nou cop d'estat i va instal·lar un govern dirigit pel general Dimitrije Cincar-Marković el 6 de novembre de 1902.
Degut al creixent rebuig per part de la cort russa, el rei Alexandre va tornar a provar d'acostar-se a Àustria la tardor de 1902. Havia fet alguns passos previs el gener del mateix any quan va enviar el seu secretari personal a Viena amb la promesa que resoldria la qüestió del seu successor d'acord amb la monarquia veïna, adoptant un dels descendents de la branca femenina dels Obrenović, que vivien a Àustria-Hongria. Per altra banda, Draga creia que Alexandre havia d'adoptar el seu germà Nikodije Lunjevica com a successor.
Dimitrije Tucović va organitzar una manifestació d'obrers i estudiants el 23 de març de 1903, que va acabar amb enfrontaments oberts amb la policia i l'exèrcit, amb el resultat de sis morts. Sabent que no podria guanyar unes noves eleccions, el rei va fer dos cops d'estat en una hora. Amb el primer cop, Alexandre abolia la constitució que havia atorgat ell mateix i dissolia el Senat i l'Assemblea Nacional. Llavors el rei va nomenar nous membres al Senat, el Consell d'Estat i els tribunals. En el segon cop, el Rei va recuperar la constitució que acabava d'abolir. Després d'això, el govern va fer eleccions el 18 de maig de 1903 (31 de maig en el calendari gregorià), que va guanyar el govern. Aquesta fou l'última victòria política del rei Alexandre I.

## Conspiració dels oficials

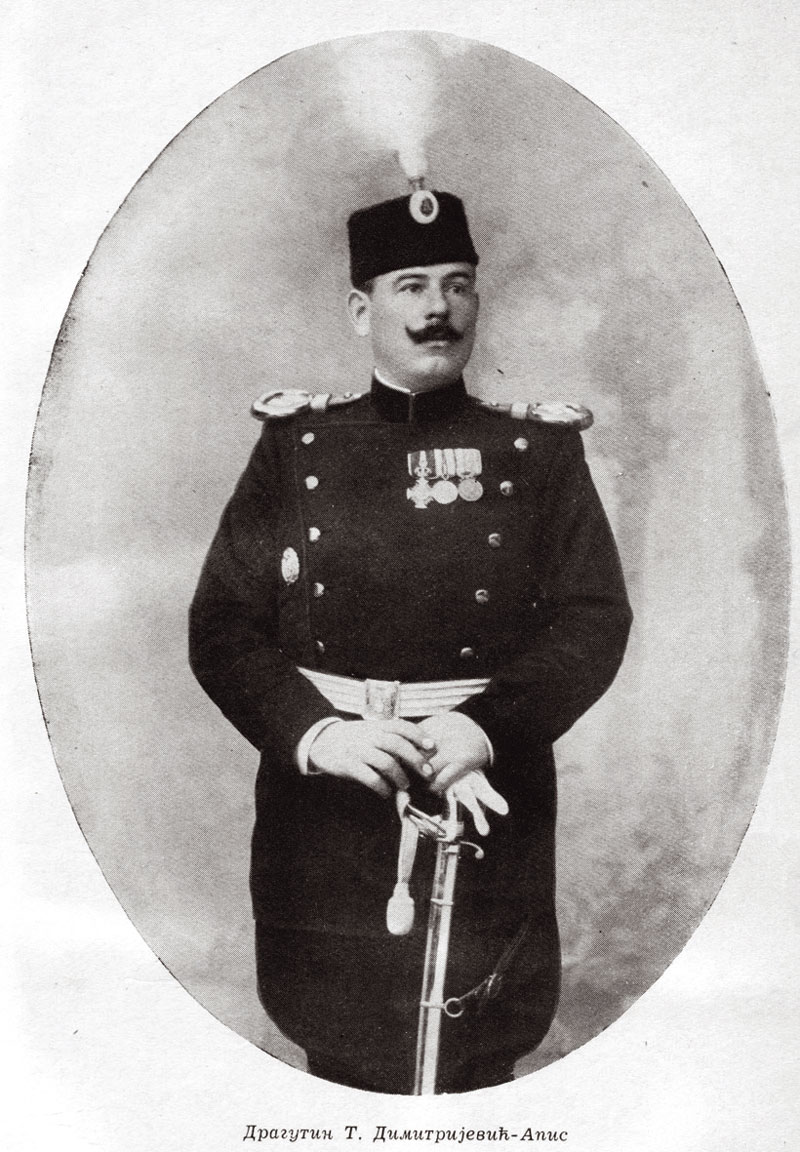
Dragutin Dimitrijević, conegut com Apis, un dels conspiradors principals

Alguns oficials de rang inferior s'havien queixat que el fals embaràs de la reina afectava la reputació internacional de Sèrbia. També estaven descontents amb les contínues rebequeries del germà de la reina Nikola Lunjevica, que també era oficial i una vegada havia matat borratxo un policia. Nikola, com a cunyat del rei, exigia que els oficials de rang superior l'obeïssin i el saludessin.
L'agost de 1901, el tinent de cavalleria Antonije Antić (nebot de Genčić's), els capitans Radomir Aranđelović i Milan Petrović, i els tinents Dragutin Dimitrijević i Dragutin Dulić van organitzar un complot per assassinar el rei i la reina.
La primera reunió va ser el 6 de setembre de 1901 a l'apartament del tinent Antić. Més endavant, els tinents Milan Marinković i Nikodije Popović es van afegir a la conspiració. Segons el pla original, Alexandre i Draga havien de morir amb punyals sucats en cianur de potassi en una festa a l'edifici Kolarac per celebrar l'aniversari de la reina, l'11 de setembre, però el pla va fallar perquè la parella reial no s'hi va presentar. Després d'exposar els detalls del complot entre altre oficials, els conspiradors van decidir de fer saber les seves intencions a altres polítics i ciutadans. Primer es va presentar a Đorđe Genčić. Genčić va parlar-ne amb representants estrangers a Belgrad i també va viatjar a l'estranger intentant d'esbrinar com es podien fer canvis al tron serbi si el rei moria sense fills. Va resultar que Àustria-Hongria no tenia intenció de nominar cap dels seus prínceps, perquè imaginava que Rússia hi posaria dificultats i obstacles. Rússia, per les mateixes raons, tement resistència per part de Viena, no volia enviar-hi cap príncep. Entre els conspiradors també hi havia Aleksandar Mašin, coronel retirat i germà del primer marit de Draga.

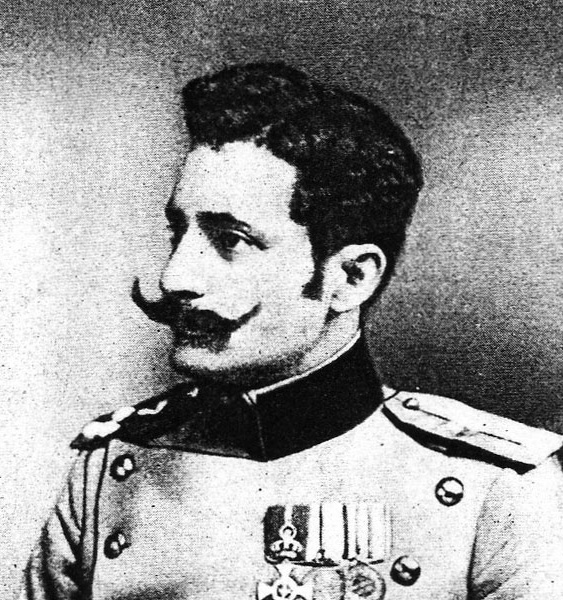
Vojislav Tankosić va comandar l'afusellament dels germans de la reina Draga, Nikola i Nikodije Lunjevica

El príncep Mirko de Montenegro era un dels candidats al tron serbi. No obstant, es va saber que la candidatura de Peter Karađorđević, que viva a Ginebra com un ciutadà normal, no trobaria cap obstacle. Per tant, Nikola Hadži Toma, un viatjant de Belgrad, fou introduït en el complot i el van enviar a Suïssa a trobar-se amb Peter per explicar-li la conspiració. Peter no volia comprometre's amb un regicidi. Influïts per la seva opinió, un grup de conspiradors més grans encapçalats pel general Jovan Atanacković van proposar de forçar el rei Alexandre a abdicar del tron i enviar-lo a l'exili. Però el capità Dragutin Dimitrijević va argumentar que si Alexandre sobrevivia podia provocar una guerra civil. Per tant, es va decidir que s'havien de matar tots dos.
Després d'un altre intent fracassat de matar-los en la celebració del cinquantè aniversari de la Societat Coral de Belgrad, el grup va decidir d'executar l'acció al palau. També van decidir incorporar-hi oficials de la Guàrdia Reial. El tinent coronel Mihailo Naumović va afegir-se al complot. Era net de Naum, un guardaespatlles de Karađorđe, que havia mort el 1817 a Radovanjski Lug per ordre de Miloš Obrenović. Per tant, tenia motius familiars per afavorir els Karađorđević.
Els rumors sobre el complot es van fer públics, però al principi el rei no en va fer cas, creient que era propaganda. Al final, es van portar alguns oficials davant d'un tribunal militar, però van ser absolts per falta de proves. Tement que podien ser descoberts, els conspiradors van decidir actuar en la primera ocasió que Naumović tingués el comandament del palau, la nit del 28 al 29 de maig (del calendari julià).

## L'assassinat
Els conspiradors de l'interior van arribar a Belgrad el dia abans, amb pretextos diversos. Juntament amb els seus companys de Belgrad, es van dividir en cinc grups i van passar les primeres hores del vespre bevent en diferents hotels de la ciutat. Aquella nit, el rei Alexandre va sopar amb els seus ministres i la família de la reina. Naumović va fer un senyal als conspiradors indicant que la parella reial dormia enviant un dels seus subordinats a recollir una bufanda de casa seva. Passada la mitjanit, el capità Dragutin Dimitrijević Apis va guiar la majoria dels oficials de la conspiració al palau reial. Al mateix temps, el coronel Aleksandar Mašin anava a la caserna del 12è Regiment d'Infanteria per prendre el comandament de les tropes que hi havia. El tinent coronel Petar Mišić es va preparar per portar el seu onzè Regiment d'Infanteria al palau.
Alguns grups de conspiradors van rodejar les cases del primer ministre Dimitrije Cincar-Marković i d'alts càrrecs lleials al rei Alexandre. El tinent de la Guàrdia Petar Živković, que estava de servei aquella nit, va obrir la porta del palau reial a les 2 de la matinada. Mentre els conspiradors entraven a l'edifici, la llum elèctrica de tot el palau es va apagar. Encara que uns quants oficials de la Guàrdia Reial estaven implicats en el complot, la majoria dels que estaven de servei no. No obstant, en la foscor i la confusió, no van intentar cap defensa efectiva. La cerca de la parella reial fou infructuosa durant gairebé dues hores. En aquesta estona, el capità Jovan Miljković, un ajudant que coneixia la conspiració però que havia renunciat a participar-hi, i Mihailo Naumović (sense que ho sabessin els conspiradors) van morir. Les portes del dormitori del rei es van destruir amb dinamita, però no hi havia ningú al llit. Sense saber-ho els altres, Apis va veure algú que s'escapava baixant les escales cap al jardí. Va pensar-se que era el rei i el va perseguir. Va resultar que era un dels guardes lleials al rei i en el tiroteig, Apis va quedar ferit amb tres bales al pit; va sobreviure per la seva complexió forta.
Nerviosos pel fracàs de la cerca, perquè no faltava gaire pel trenc d'alba, i per la desaparició d'Apis, que estava ferit al soterrani del palau, els conspiradors van creure que el complot havia fracassat. Van fer portar el primer ajudant de camp del rei, el general Lazar Petrović, que havia estat capturat al principi del cop. Se li va ordenar que revelés si hi havia una cambra o passatge secrets, amenaçant-lo de mort si no ho feia en deu minuts. Petrović va esperar silenciosament que passés el temps.
El que va passar després no se sap amb precisió. Segons una versió, els oficials van tornar a entrar al dormitori reial, on el tinent de cavalleria Velimir Vemić va fixar-se en una obertura a la paret que semblava el forat del pany d'una porta secret. El rei i la reina s'hi havien amagat. Segons una altra versió, el rei la reina estaven amagats darrere el mirall del dormitori reial, on hi havia una petita habitació que es feia servir per desar-hi la roba de la reina. Els armaris tapaven un forat al terra que era l'entrada a un passadís secret (que es deia que portava a l'ambaixada russa, que estava ubicada al davant del palau).
Quan els conspiradors el van cridar perquè sortís, Alexandre va exigir des del seu amagatall que els oficials confirmessin el seu jurament de lleialtat. Segons una versió, així ho van fer. Segons una altra, van amenaçar amb bombardejar el palau si Alexandre no obria el passadís. Quan Alexandre i Draga, que només anaven mig vestits, van sortir, el capità d'artilleria Mihajlo Ristić els va disparar buidant el seu revòlver, seguit per Vemić i el capità Ilija Radivojević. El rei va caure mort amb el primer tret. La reina va provar de salvar-li la vida protegint-li el cos amb el seu. El general Petrović fou mort immediatament després i els cossos del rei i de la reina es van llençar per una finestra.
El que se sap de cert dels esdeveniments d'aquella nit és que el rei i la reina es van trobar al final amagats dins un armari de guardar roba i llavors els van matar de forma salvatge. Els seus cossos es van mutilar, i després es van llençar des d'una finestra del segon pis sobre piles de fems. El corresponsal diplomàtic, historiador i escriptor C. L. Sulzberger ho narra tal com li va explicar un amic seu que havia participat en l'assassinat a les ordres del capità Apis: l'escamot d'assassinat "va entrar al palauet, va trobar el rei i la reina amagats en un armari (tots dos amb camises de dormir de seda), els van apunyalar i els van tirar per la finestra sobre les piles de fems, tallant els dits d'Alexandre quan es va agafar desesperadament a l'ampit". Aquesta explicació indicaria que el rei va morir després de caure per la finestra. L'assassinat del rei Alexandre va coincidir amb el trenta-cinquè aniversari de l'assassinat del seu predecessor, el príncep Mihajlo. Les restes mortals de la parella reial es van enterrar a l'església de Sant Marc de Belgrad.

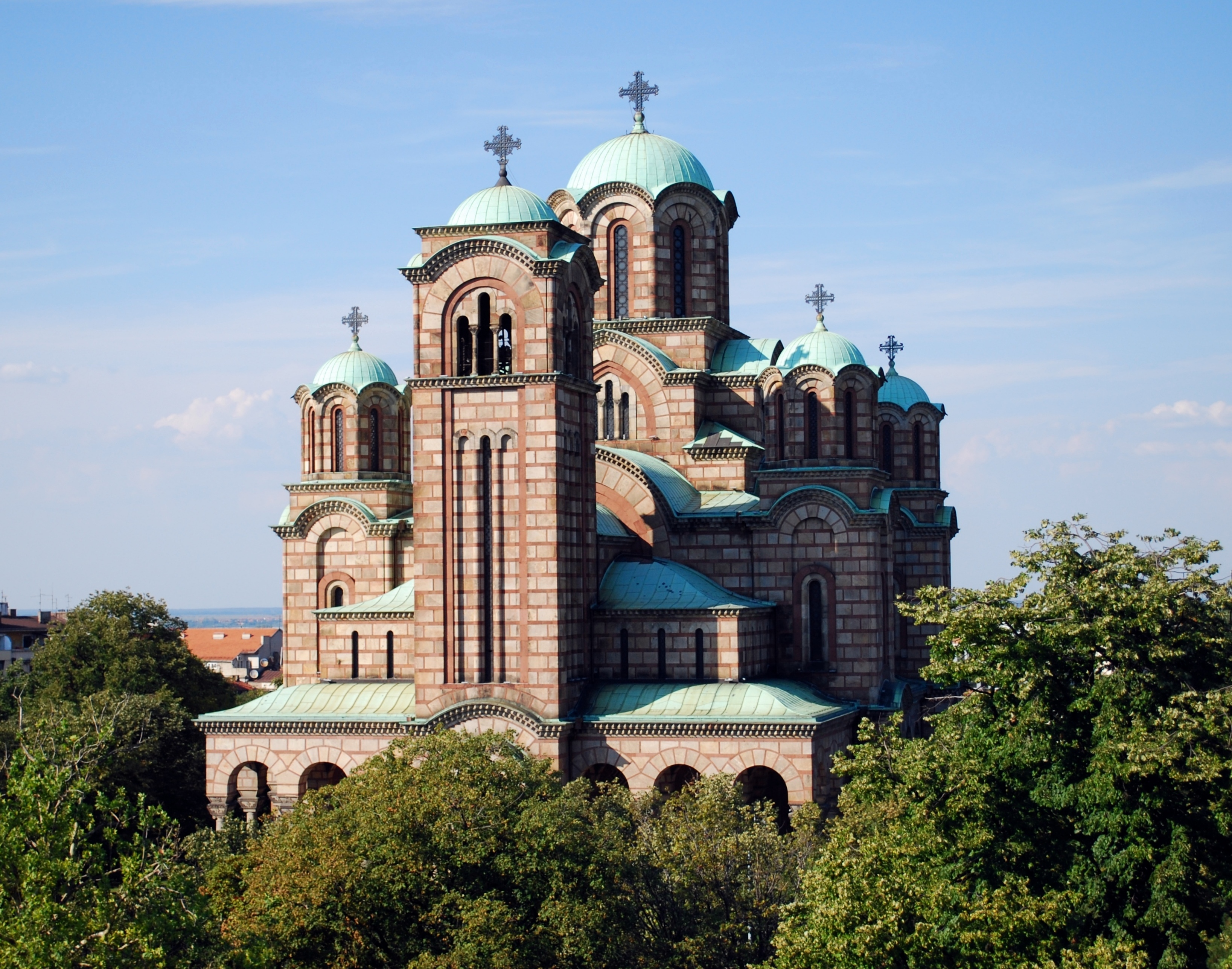
L'església de Sant Marc, on estan enterrats Alexandre i Draga

Aquella mateixa nit, els germans de la reina Nikodije i Nikola Ljunjevice foren arrestats i afusellats per un escamot comandat pel tinent Vojislav Tankosić. El primer ministre, general Dimitrije Cincar-Marković, i el ministre de l'exèrcit, general Milovan Pavlović van ser morts a casa seva. El tercer membre del govern de Cincar-Marković, el ministre de l'interior Velimir Todorović, que també estava previst d'assassinar, va patir ferides greus però es va recuperar i va viure fins al 1920.

## Conseqüències
Els membres del nou govern provisional es van reunir al cap de poc temps, presidits per Jovan Avakumović. Aleksandar Mašin fou nomenat ministre d'Enginyeria Civil, Jovan Atanacković fou nomenat ministre de l'Exèrcit, mentre que Đorđe Genčić va ser ministre d'Economia. A part dels conspiradors, els membres del nou govern eren: el radical Stojan Protić, el liberal Vojislav Veljković, els líders del Partit Radical Independent serbi Ljubomir Stojanović i Ljubomir Živković i el progressista Ljubomir Kaljević. Nikola Pašić, Stojan Ribarac i Jovan Žujović també es van considerar per al nou govern però no eren a Belgrad en el moment del cop.
L'Assemblea Nacional va fer una sessió el 4 de juny de 1903, va votar Peter Karađorđević com a rei de Sèrbia i va escollir la missió que havia d'anar a Ginebra per tornar-lo a Sèrbia. Va pujar al tron serbi com a Pere I.
La notícia del cop fou rebuda amb divisió d'opinions pels serbis. Molts que culpaven el rei de la situació al país van estar contents, mentre que els que li donaven suport van quedar decebuts. En les eleccions parlamentàries que s'havien fet pocs dies abans del cop, el candidat del rei havia obtingut la majora. Alguns elements de l'exèrcit es man amotinar a Niš el 1904, prenent control del districte de Niš en suport al rei caigut, i exigint que els assassins fossin jutjats pels seus crims. El seu objectiu també era demostrar que no tot l'exèrcit era responsable del cop de maig de 1903. El futur mariscal de camp Živojin Mišić, que els conspiradors consideraven proper a la dinastia Obrenović (havia estat un dels adjutants del rei Alexandre i també havia estat proper al rei Milà), va ser forçat a retirar-se el 1904.
La indignació internacional pel cop va arribar aviat. L'Imperi Rus i Àustria-Hongria van condemnar el brutal assassinat amb vehemència. El Regne Unit i els Països Baixos van fer marxar els seus ambaixadors de Sèrbia, trencant així les relacions diplomàtiques, i van imposar sancions, que no es van abolir fins al 1905. El primer ministre britànic Arthur Balfour va condemnar els assassinats al cap de quatre dies en el seu discurs a la Cambra dels Comuns dient que l'ambaixador britànic Sir George Bonham només estava acreditat davant del rei Alexandre i, per tant, amb la seva mort, les relacions entre el Regne Unit i Sèrbia s'havien acabat. Bonham va marxar de Sèrbia el 21 de juny. El govern britànic va exigir a Belgrad que castigués els regicides. No obstant, els conspiradors eren tan poderosos que no era realista per al govern serbi de fer cas a les exigències britàniques.
L'ambaixador austríac Konstantin Dumba va convèncer el ministre d'afers estrangers Agenor Gołuchowski de coordinar-se amb el ministre d'afers estrangers rus Vladimir Lamsdorf per boicotejar diplomàticament Sèrbia fins que els oficials implicats en el cop no fossin apartats dels càrrecs influents en el govern i l'exèrcit. El boicot va tenir un èxit gairebé absolut. El gener de 1904 només quedaven a Sèrbia els ambaixadors del regne de Grècia i de l'Imperi Otomà.
De resultes del boicot, el nou rei Pere va decidir de treure de la cort els ajudants de camp que havien pres part en el cop, alhora que els promocionava a càrrecs més elevats. Aleksandar Mašin va convertir-se en Cap de l'Estat Major, mentre que el coronel Čedomilj Popović va esdevenir comandant de la divisió del Danubi. Això va satisfer Rússia, que va fer tornar l'ambaixador, i fou seguida per altres estats, deixant només el Regne Unit i els Països Baixos en el boicot al nou govern serbi.
Durant aquest temps, els homes d'estat serbis es van anar posant cada cop més nerviosos, perquè Gran Bretanya (en aquell moment la primera potència mundial) es negava a restablir les relacions diplomàtiques, sobretot després de la revolta d'Ilinden, i a causa de la situació a Macedònia, que continuava empitjorant. El govern de Ljubomir Stojanović volia complir les exigències britàniques, però al final fou el govern de Nikola Pašić qui ho va fer. Els conspiradors es van portar a judici, i alguns van ser forçats a retirar-se abans d'hora. D'altres conspiradors de menys rang no es van castigar mai per la seva complicitat en l'assassinat. Dimitrijević va ser promocionat més endavant al grau de coronel i va treballar d'oficial al servei d'intel·ligència de l'exèrcit serbi. Les relacions diplomàtiques entre el Regne Unit i Sèrbia es van renovar per un decret signat pel rei Eduard VII tres anys després del cop de maig.
Després del cop, la vida a Sèrbia va continuar com abans, però ara amb el rei Pere interferint el mínim en política, no volent oposar-se a la Mà Negra, que cada vegada era més poderosa. El gir en política exterior entre Sèrbia i Àustria-Hongria va provocar la "guerra del porc" (per limitacions a la importació de carn de porc sèrbia) de la qual Sèrbia en va sortir guanyadora. Amb els conspiradors principals forçats a retirar-se, Dimitrijević va quedar com el seu líder de facto. El 1914, la Mà Negra ordenaria l'assassinat de l'arxiduc Francesc Ferran a Sarajevo, executat per membres de Mlada Bosna, fet que fou utilitzat per Àustria-Hongria com a pretext per començar la Primera Guerra Mundial.
Dimitrijević i la Mà Negra van estar implicats en un altre escàndol. Nikola Pašić va decidir de desempallegar-se dels membres més prominents del moviment de la Mà Negra, que llavors ja havia estat oficialment dissolta. Dimitrijević i alguns dels seus col·legues militars foren arrestats i jutjats per acusacions falses d'intent d'assassinat del regent Alexandre I Karađorđević. El 23 de maig de 1917, després de l'anomenat Judici de Salònica, el coronel Dimitrijević, el major Ljubomir Vulović i Rade Malobabić van ser declarats culpables de traïció i sentenciats a mort. Al cap d'un mes, l'11, el 24 o el 27 de juny van ser afusellats. Després de la Segona Guerra Mundial, Apis i els seus associats van ser rehabilitats.